# Cléré-sur-Layon
Cléré-sur-Layon ist eine französische Gemeinde mit 345 Einwohnern (Stand: 1. Januar 2022) im Département Maine-et-Loire in der Region Pays de la Loire. Sie gehört zum Arrondissement Cholet und ist Mitglied im Gemeindeverband Cholet Agglomération. Die Einwohner werden Cléréens und Cléréennes genannt.

## Geographie

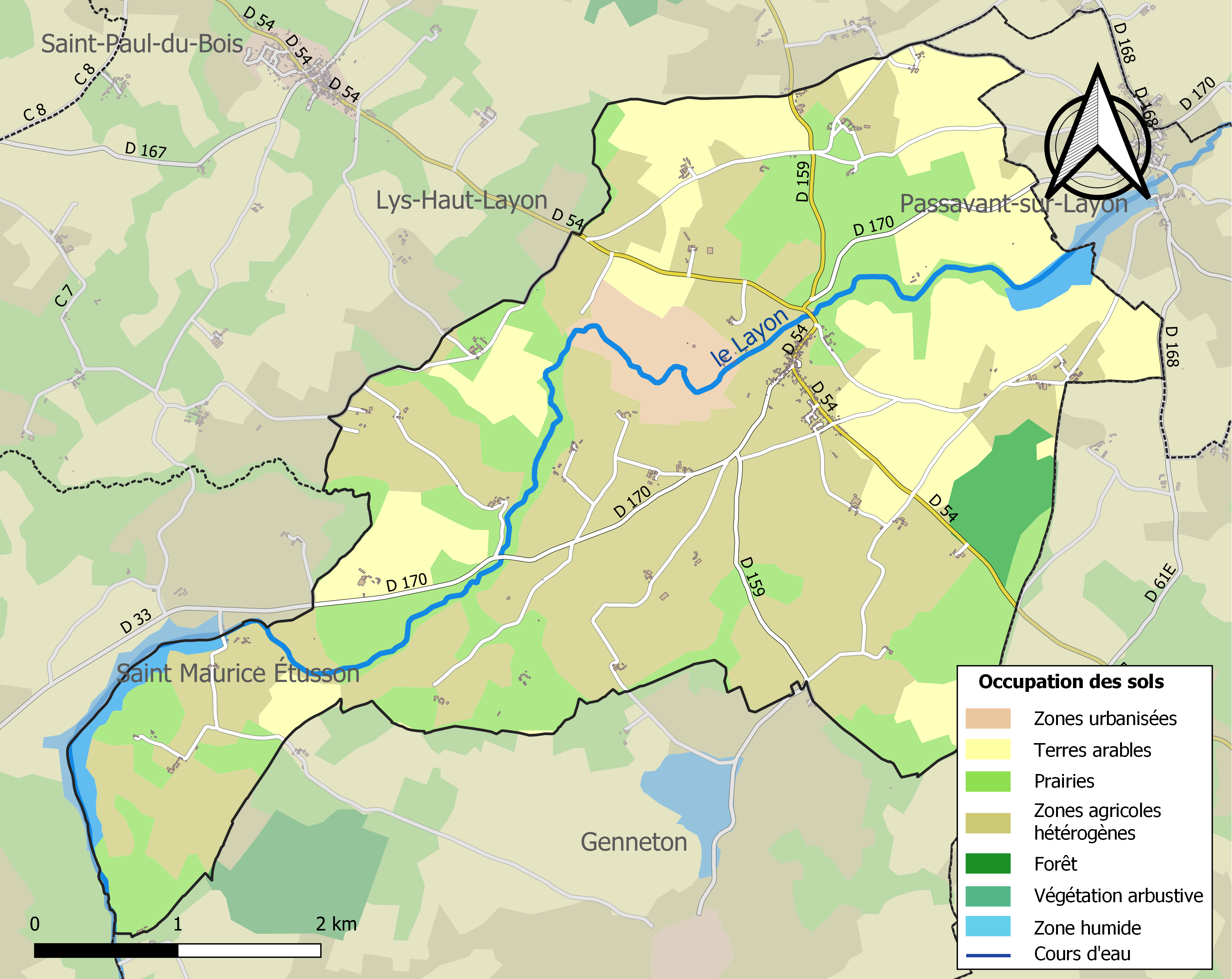
Bodennutzung, Hydrografie und Infrastruktur der Gemeinde (2018)

Cléré-sur-Layon liegt etwa 35 Kilometer östlich von Cholet und rund 32 Kilometer südwestlich von Saumur in der Région naturelle Mauges. Die Gemeinde erstreckt sich am südlichen Rand des Départements an der Grenze zum benachbarten Département Deux-Sèvres. Cléré-sur-Layon befindet sich im Einzugsgebiet der Loire und wird vom Layon und seinen Zuflüssen, dem Ruisseau de la Gaubretière, dem Ruisseau du Pont Moreau und verschiedenen kleineren Bächen entwässert. Der Layon durchströmt das Gemeindegebiet von Südwest nach Nordost und wird dabei beim südwestlichen Eintritt im Étang de Beaurepaire, beim nordöstlichen Austritt erneut gestaut. Das Zentrum der Gemeinde liegt hierbei etwa 25 Meter erhöht am rechten Ufer des Layon.
Teile des Gebiets von Cléré-sur-Layon gehören zu den ZNIEFF-Naturzonen „Étang de Beaurepaire“ (520004465) und „Étang de Beaurepaire“ (540014422). Etwa 93 % der Fläche der Gemeinde werden landwirtschaftlich genutzt, etwa 2 % sind bewaldet (Bois de Gachères).
Umgeben wird Cléré-sur-Layon von den Nachbargemeinden Lys-Haut-Layon im Norden, Passavant-sur-Layon im Nordosten, Val en Vignes (Département Deux-Sèvres) mit Cersay im Osten und Südosten, Genneton (Département Deux-Sèvres) im Süden und Saint Maurice Étusson (Département Deux-Sèvres) mit Saint-Maurice-la-Fougereuse im Westen und Südwesten.

## Bevölkerungsentwicklung
| Jahr                       | 1962 | 1968 | 1975 | 1982 | 1990 | 1999 | 2006 | 2013 | 2020 |
| Einwohner                  | 481  | 494  | 441  | 438  | 408  | 351  | 333  | 348  | 341  |
| Quellen: Cassini und INSEE |      |      |      |      |      |      |      |      |      |

## Sehenswürdigkeiten
- Pfarrkirche Saint-Hilaire aus dem 11. Jahrhundert
- Kapelle Saint-Francaire aus dem 19. Jahrhundert
- Priorat Saint-Pierre aus dem 12. Jahrhundert
- Schloss Beaurepaire aus dem 16. Jahrhundert
- Schloss Les Landes aus dem 14. Jahrhundert
- Schloss Brossay aus dem 17. Jahrhundert
- Herrenhaus Le Haute Condraie aus dem 18. Jahrhundert
- Herrenhaus Maumusson aus dem 15. Jahrhundert

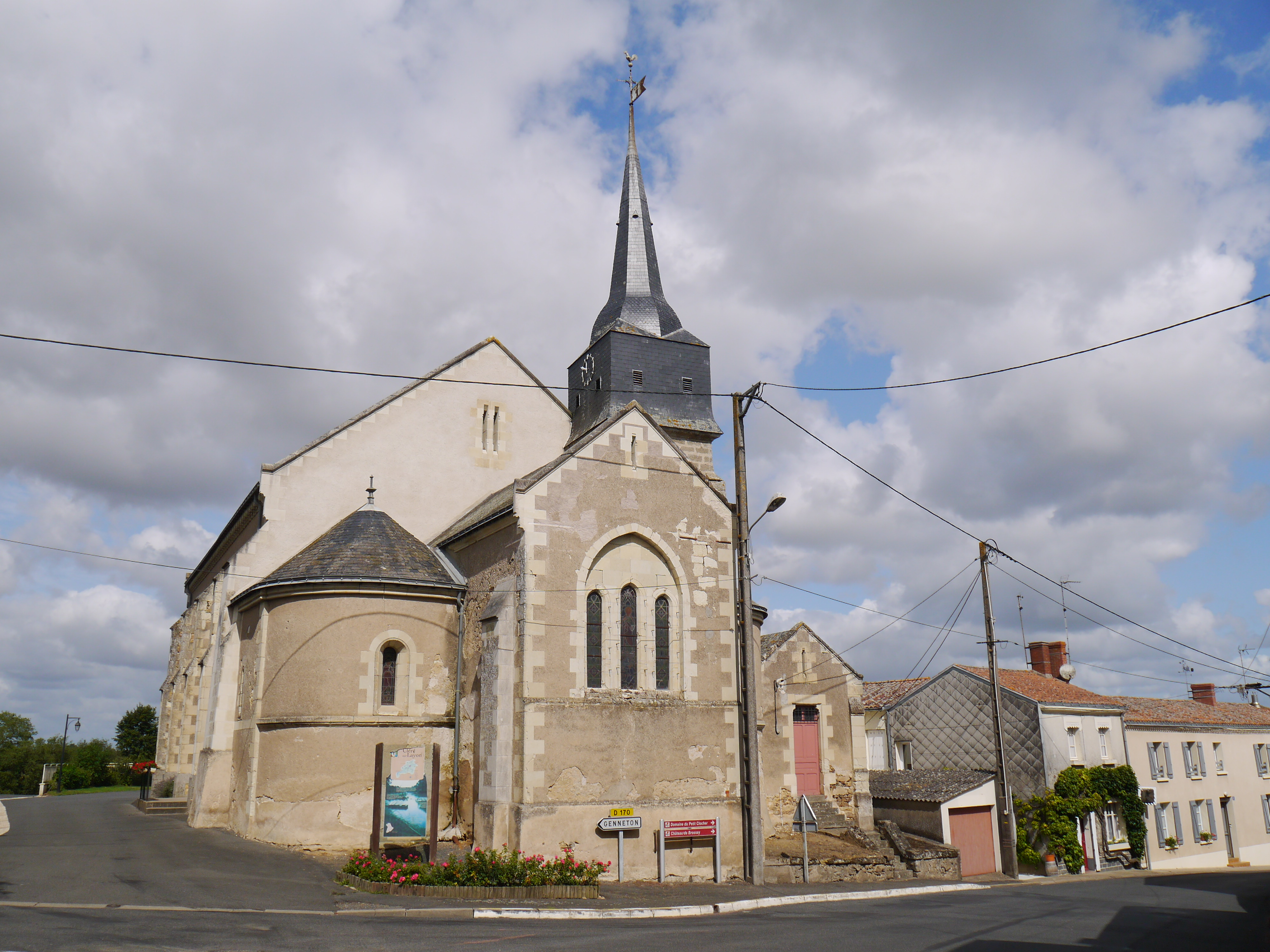
Pfarrkirche Saint-Hilaire

## Verkehr
Cléré-sur-Layon liegt abseits größerer Verkehrsachsen. Die nachgeordneten Departementsstraßen D 54, D 159 und D 170 verbinden die Weiler der Gemeinde mit dem Zentrum und den Nachbargemeinden.